# Samuel Eisenmenger
Samuel Eisenmenger (* 28. September 1534 in Bretten; † 28. Februar 1585 in Bruchsal), genannt (Samuel) Siderocrates, war ein deutscher Mediziner, Theologe und Astrologe. Von 1557 bis 1568 war er Professor für Astronomie an der Universität Tübingen, danach Leibarzt mehrerer Fürsten.

## Leben
Als Sohn des Johann Eisenmenger, Pfarrer in Bretten, besuchte er die Stadtschule seiner Heimatstadt, war ab 1549 in Straßburg am Collegium Wilhelmitatum und immatrikulierte sich 1551 an der Universität Wittenberg. Hier wurde er, gefördert von Philipp Melanchthon, Baccalaureus, wechselte an die Universität Heidelberg und an die Universität Tübingen, wo er am 21. Januar 1554 den akademischen Grad eines Magisters erwarb. 1557 wurde er als Nachfolger von Philipp Imsser in die Professur für Mathematik und Astronomie an der Universität Tübingen berufen, gemeinsam mit Johann Scheubel. Apian war 1563 Dekan an der philosophischen Fakultät und promovierte am 31. Oktober 1564 zum Doktor der Medizin. In dieser Zeit befasste er sich mit der Kartografie und der astrologischen Deutung von Sonnen- und Mondfinsternissen. 1568 wurde er seines Amtes enthoben, da er als Sympathisant des schlesischen Theologen Kaspar Schwenckfeld galt.
Eisenmenger wurde im Laufe der Zeit Leibarzt des Bischofs von Speyer, des Markgrafen von Baden, des Erzbischofs von Köln und des Bischofs von Straßburg.
Er edierte das Werk des Paracelsus und veröffentlichte Werke über die Anwendung der Astrologie in der Medizin.

## Schriften
- als Hrsg.: [Anonymus:] Cyclopaedia Paracelsica Christiana. Drey Bücher von dem waren Ursprung und Herkommen der freyen Künsten, auch der Physiognomia, obern Wunderwercken und Witterungen. [Brüssel] 1585.
- De methode iatromathematicae conjonctionis qua astrologiae fundamenta certissima indicantur, Straßburg, 1563,
- De usu partium coeli in commendationem astronomine, Straßburg, 1563
- Oratio de methodo iatromathematicae … eam semper medias veteribus et recentibus usui necessario fuisse … et astrologiae indicatur, Straßburg, 1569
- Prognosticon und Weissagung der fürnemsten dingen so vom MDLXIIII Jar bis auff das MDCVII sich zutragen werden aus den Finsternussen und grossen Ephemeri des Hochgelerten Cypriani Leovicii und aus dem Prognostico Samuelid Syderocratis gezogen und zusammen gestellt, Basel, 1568